# 강원대학교 축구단
강원대학교 축구부(영어: Kangwon University  Football Club)는 대한민국 강원도 춘천시에 위치한 대학교 축구부이다. 강원대학교에서 운영했던 대학 축구부이며, 2022년 기준 해체된 상태이다.

## 참고 문헌
- “KFA 통합경기정보 시스템”. 대한축구협회.
- 약속의 땅 통영 제59회 춘계대학축구연맹전 출전 선수 명단

## 같이 보기
- 강원대학교